# Хорошівський монастир
Хороші́вський Вознесе́нський монасти́р — православний жіночий монастир, 2 класу (з 1786 г.) Харківської області, що був поблизу села Хорошеве.
Заснований у 1664 р. на місці давнього городища, відомого ще в XII ст. В 1744 г. монастир згорів, але потім його було відновлено. Особливо шана в монастирі була до ікони Володимирської Божої Матері.
Монастир був закритий у 20-ті роки XX ст.

## Історія

### Час заснування
Монастир був заснований в 1664 році на території домонгольського Хорошівського городища. У "Чолобитній про заснування Хорошівського монастиря" написано: "Въ нын. во 172 (1664) году по челобитью Харьковскаго уѣзду села Хорошевскаго городища черкасъ [царемъ] вѣлено у тое церкви архангела Михаила быть монастырю", "...у той грамоты  припись Питирима митрополита Сарскаго и Подонскаго іюня въ 30 день нын. 172 (1664) году велѣно ей старицѣ Александрѣ быть въ Харьковском уѣздѣ въ Хорошевскомъ дѣвичѣ монастырѣ игуменьею и монастырь строить."

### Перші роки
Існує версія, що до середини XVIII століття на території монастиря існували дві дерев'яні церкви, які були знищені пожежею 17 вересня 1744 року. Спочатку збором коштів на відновлення монастиря займалася до 1749 року, а ігуменя Афанасія Ковалевська (родичка полковника Ковалевського), а потім її наступниця Феофанія Квітк[ін]а, найближча родичка владики свт. Іоасафа Бєлгородського. 20 червня 1754 року Квіткіна звернулася в єпархію з проханням замість згорілого храму закласти і побудувати новий кам'яний храм в ім'я Вознесіння Господнього, бо «належні матеріали... в готовності є».
У грамоті 27 червня 1754 року Іоасаф, єпископ Бєлгородський і Обоянський, написав: «Благословительно дозволяємо зазначену кам'яною будівлею церкву закласти знову на зручному місці в ім'я Вознесіння Господнього, за церковним чиноположенням, харківського колегіуму архімандриту і ректору Рафаїлу Мокренському, а після закладення веліти будувати». Архіпастир також наказував, щоб бані на церкві і вівтар були співмірні самій будівлі і на банях були б влаштовані залізні чотирикінцеві хрести.

### Поява кам'яних будівель

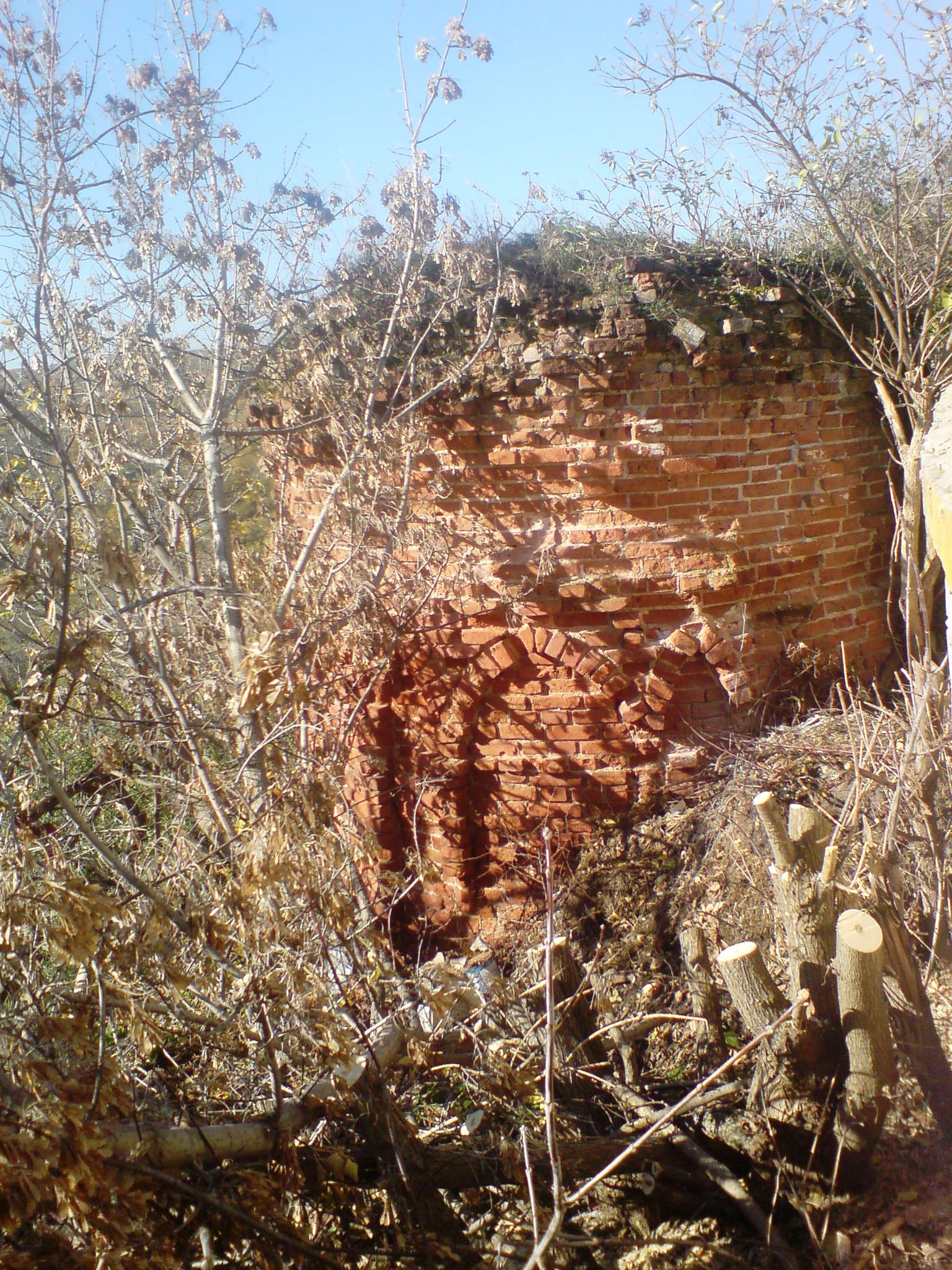
Останні збережені залишки вежі, що входила в систему укріплень Хорошівського монастиря, 2012 рік

Через п'ять років після пожежі на території монастиря був закладений кам'яний храм з престолом на честь Вознесіння Господнього. Храм був освячений в 1759 році. У 1785 році у додатково в монастирі була побудована церква Архистратига Михаїла. Роботи велися стараннями ігумені Тавіфи Сошальської. Церква була освячена ректором Харківського колегіуму, архімандритом Василем 3 травня 1786 року.
У 1835-1837 рр. до триголової церкви Вознесіння під керівництвом ігумені Анатолії Верьовкіної були зроблені прибудови до північної, південної та західної стіни, в результаті чого стало можливим додати ще два куполи і зробити церкву п'ятикупольною. Крім того, до церкви був доданий боковий вівтар на честь Володимирської ікони Божої Матері і освячений харківським архієпископом Мелетієм 2 вересня 1837 року. Також на початку XIX століття була побудована дзвіниця і зведена кам'яна огорожа з цегляними вежами .
У період з 1871 року по 1899 рік в монастирі існував дитячий притулок. Після початку Першої світової війни до послушниць Хорошівського монастиря приєдналися 150 черниць Городищенського жіночого монастиря, який опинився на окупованій німецько-австрійськими військами Волинській єпархії.
Станом на 1917 рік в Хорошівському монастирі проживало 722 черниці і послушниці.

### Закриття

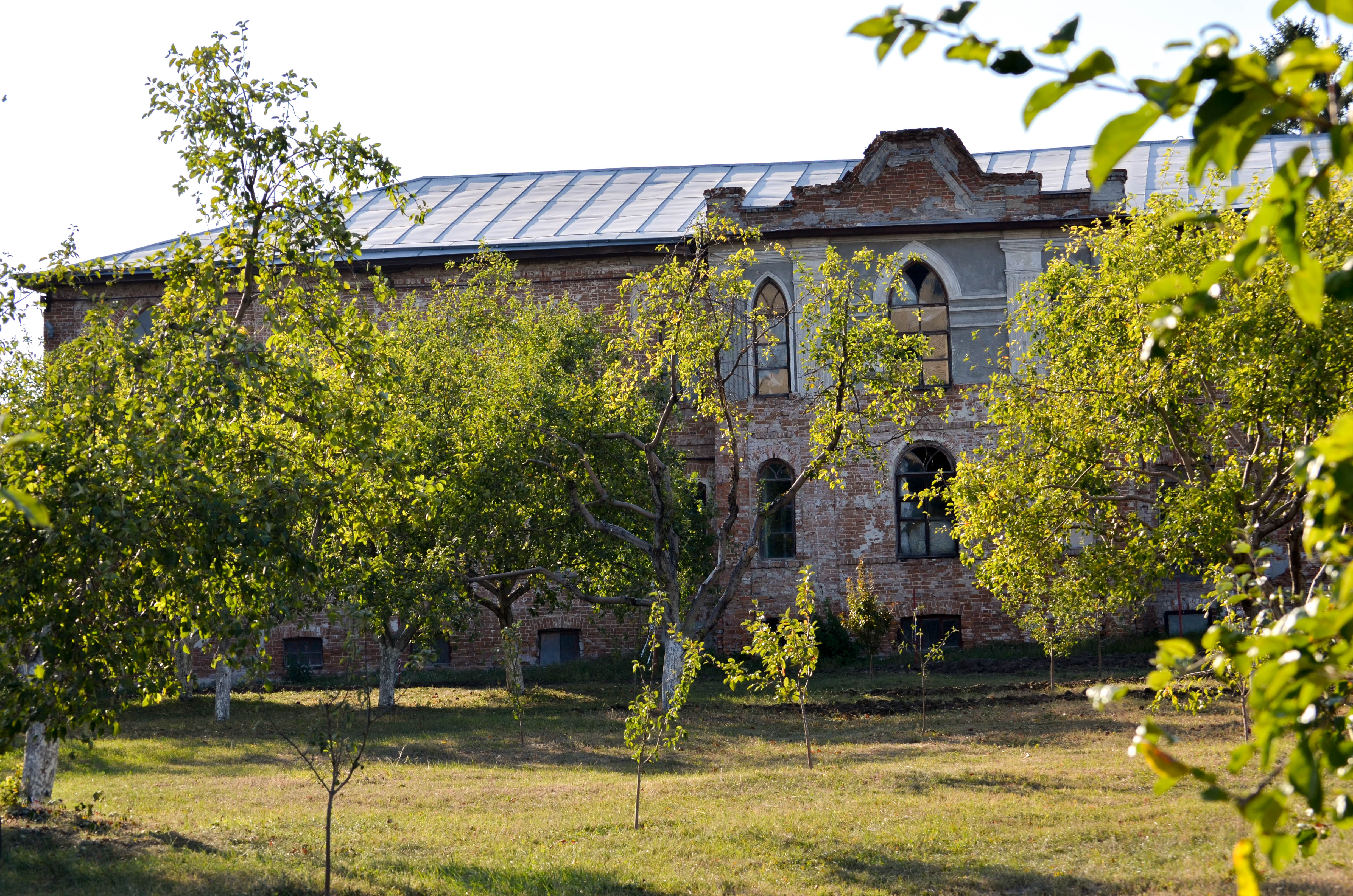
Хорошівський монастир (сучасне використання — будинок пристарілих)

У 1921 році або 1922 році монастир був закритий більшовиками, а його черниці і послушниці змушені були покинути територію обителі . Спочатку в келіях монастиря була створена швейна колонія для занепалих жінок, але це починання не отримало розвитку. У 1924 році на території монастиря і в його господарських будівлях був відкритий Хорошівський геріатричний пансіонат. Значна частина монастирських будівель, включаючи його церкви, після закриття монастиря були втрачені. У 1980 році біля колишніх північних воріт монастиря був побудований п'ятиповерховий корпус пансіонату. При будівництві була зруйнована частина монастирського кладовища і Хорошівського городища.

## Ікони монастиря
Російський духовний письменник Сергій Булгаков писав, що в монастирі знаходилися стародавня Ченстоховська ікона Божої Матері, Володимирська ікона Божої Матері з частинками мощей преподобного Пімена Печерського Багатоболезненного і Агапіта-лікаря, ікона святого Харалампія, яка користувалася в монастирі особливим шануванням, та ікона святого Пантелеймона «з дорогими лампадою і свічником, пожертвувані зціленими перед цією святою іконою», що була надіслана з Афонського монастиря.

## Ігумені монастиря[12]
- Олександра — ігуменя Хорошівського монастиря (XVII ст.). Засновниця монастиря.
- Товіфа — ігуменя Хорошівського монастиря (коло 1700 року).
- Таїсія — ігуменя Хорошівського монастиря.
- Вікентія — ігуменя Хорошівського монастиря (коло 1733—1736 років).
- Афанасія (Ковалевська) — ігуменя Хорошівського монастиря (коло 1741—1744 років). За її правління (1741 рік) Хорошівський монастир був приписаний до Курязького монастирю. Сестра сотника Григорія Ковалевського.
- Феофанія (Феодосія Григорівна Квітка) — ігуменя Хорошівського монастиря (коло 1749—1754 років). За її правління (1749 рік) Хорошівський монастир відокремився від Курязького монастирю. Донька Харківського полковника Григорія Семеновича Квітки.
- Марія (Марфа Григорівна Квітка-Гамалія) — ігуменя Хорошівського монастиря. Донька Харківського полковника Григорія Семеновича Квітки.
- Єлизавета (Дуніна) — ігуменя Хорошівського монастиря (коло1725-1760 роки). Донька бригадира Дуніна. До цього була в київському Флорівському монастирі.
- Марфа (Авксентьєва) — ігуменя Хорошівського монастиря(1762—1777 роки). Згадується як духовна матір Григорія Сковороди[13].
- Товіфа (Сошальська) — ігуменя Хорошівського монастиря (коло 1777—1798 років). За її часів Хорошівський монастир став штатним монастирем другого класу.
- Феофанія (Ковалевська) — ігуменя Хорошівського монастиря (1798—1812 роки).
- Євпраксія (Тимошенко) — ігуменя Хорошівського монастиря (1812-18127 роки).
- Анатолія (Веревкіна) — ігуменя Хорошівського монастиря (1827—1849 роки).
- Анатолія II-га — ігуменя Хорошівського монастиря.
- Антоніна (Чубарова) — ігуменя Хорошівського монастиря (з 27.12.1850 року).

## Галерея

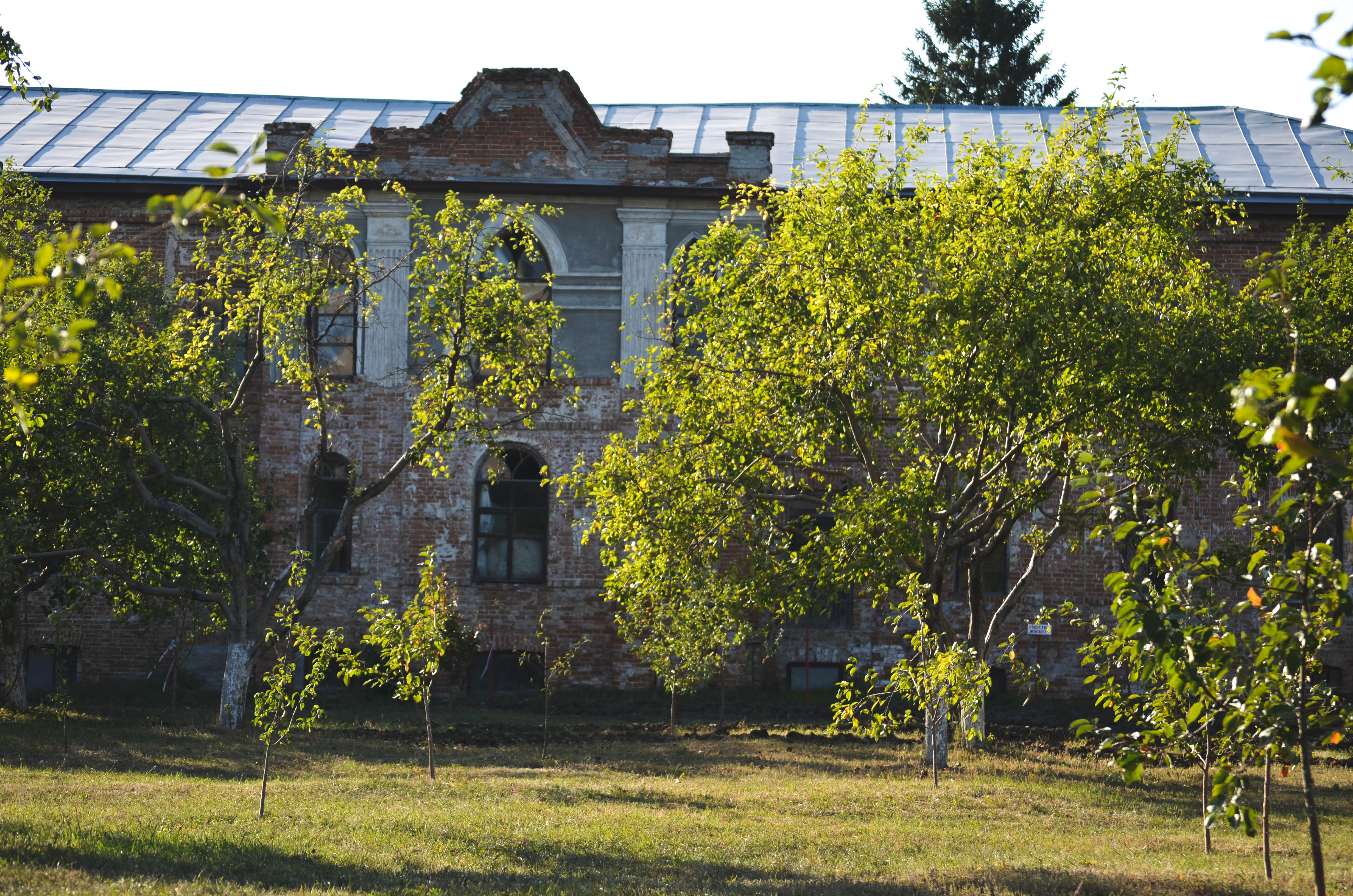
Хорошівський монастир
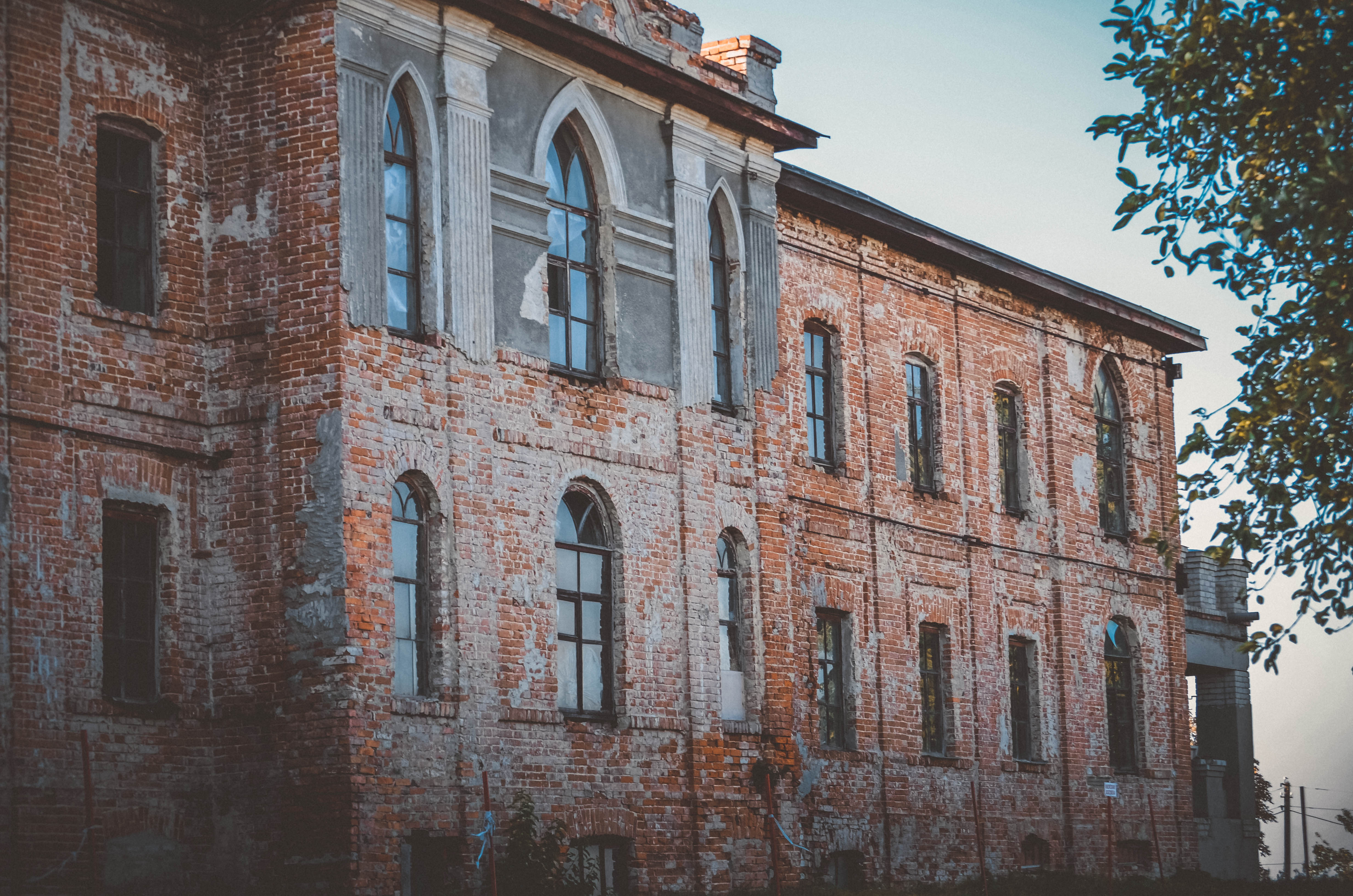
Вид зблизька
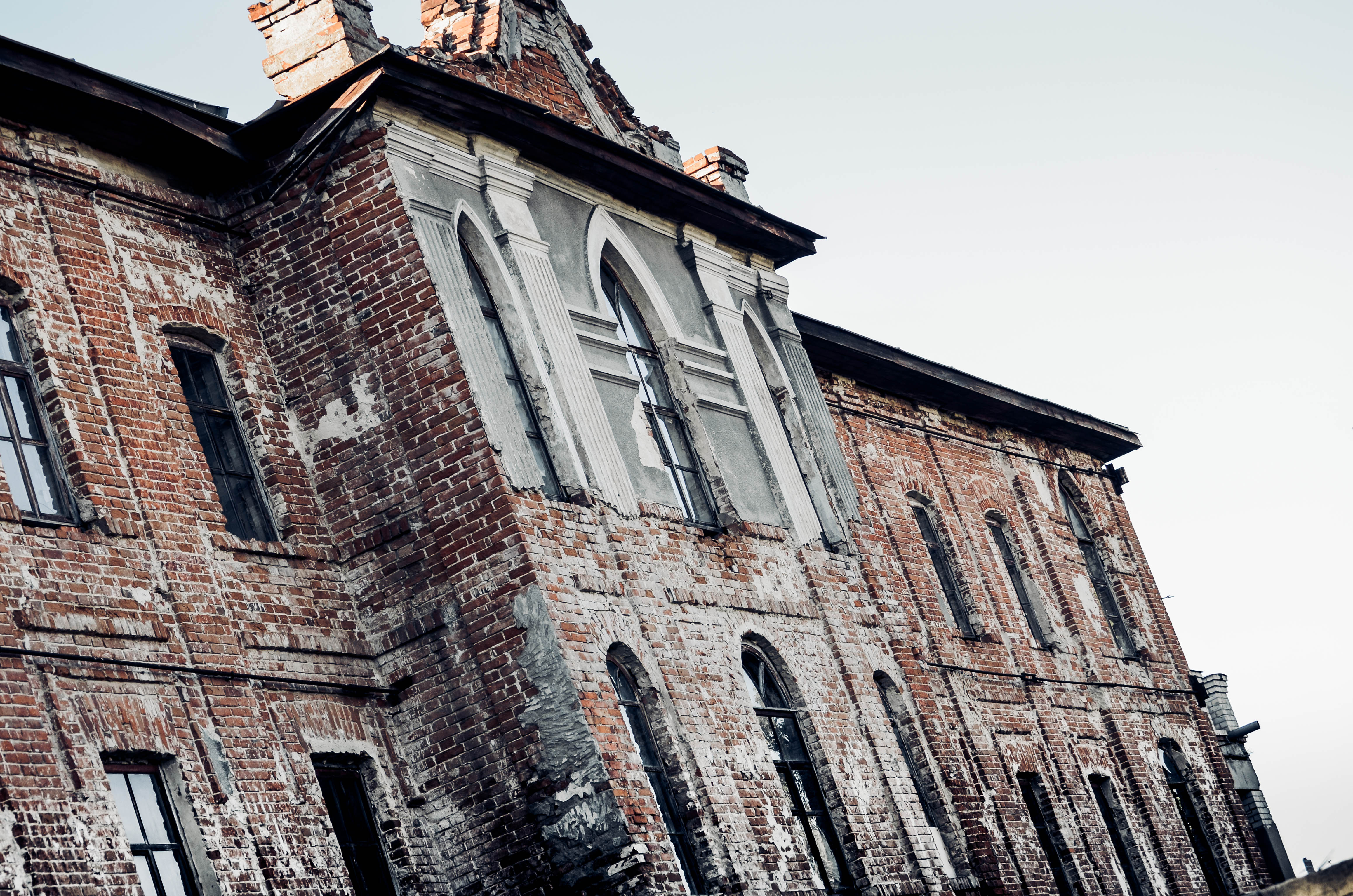
деталі оздоблення
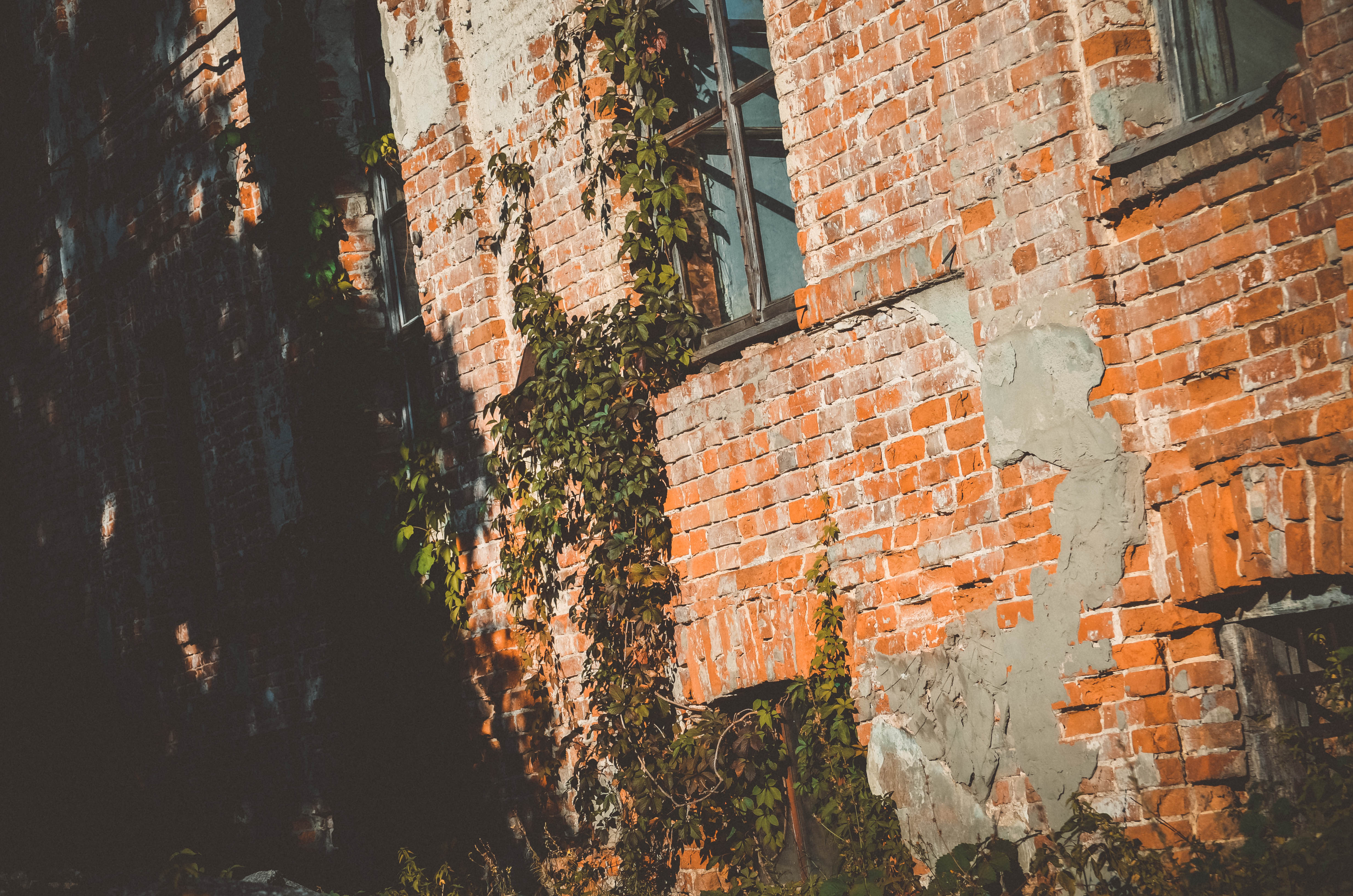
Стіна та вікна будівлі
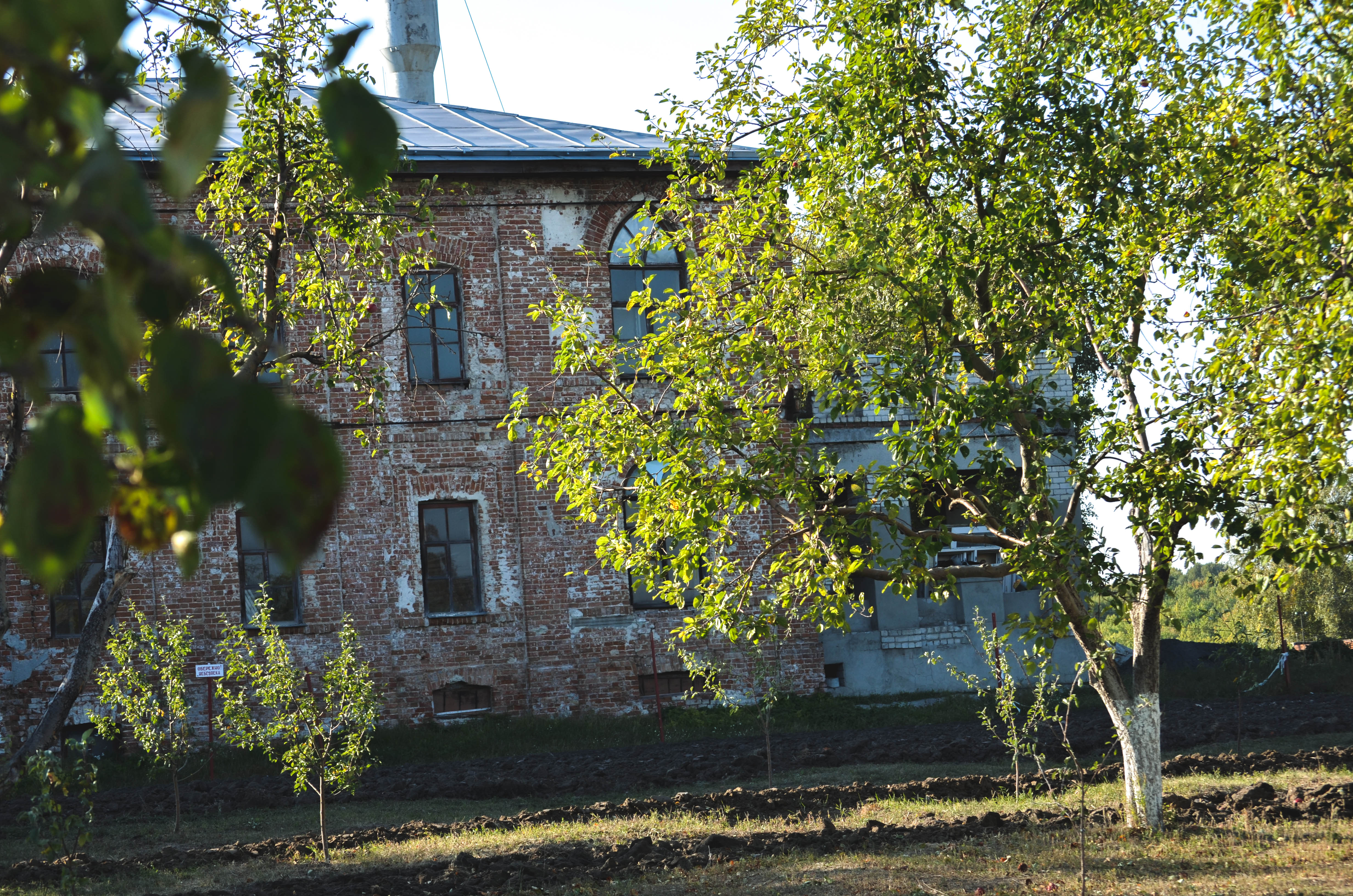
Загальний вигляд